# ميوكليندا
ميوكليندا (بالإنجليزية: Mucalinda)‏، هو اسم لناغا، وهو كائن شبيه بالثعبان، وهو الذي يحمي غوتاما بوذا من العناصر بعد أن تنور.
يقال أنه بعد ستة أسابيع من بدء غوتاما بوذا التأمل تحت شجرة بودي، أظلمت السماء لمدة سبعة أيام، وهبط المطر الهائل. ومع ذلك، فإن ملك الثعابين العظيم، ميوكليندا، جاء من تحت الأرض وحماه بغطائه الذي هو مصدر كل الحماية. عندما اختفت العاصفة العاتية، اتخذ الملك الثعبان شكله البشري، وانحنى أمام بوذا، وعاد فرحًا إلى قصره.

## الذكر
ظهر ميوكليندا لأول مرة في سوتا ميوكليندا، حيث وصف أن ملك ناغا حمى بوذا من العناصر من خلال الالتفاف حول جسده سبع مراتٍ وتظليله من الأعلى. وبعد أن انتهى بوذا من التأمل وأصبحت السماء صافية، تبنى ميوكليندا شكل الشاب وانحنى أمامه.
وأول عمل فني موجود يصور ميوكليندا يأتي من القرن الثاني قبل الميلاد من ستوبا في باوني، ماهاراشترا، حيث صور الناغا على أنه ذو خمسة رؤوس ويحرس مقعد بوذا الفارغ.